# Marcelo González Godoy
Marcelo Alejandro González Godoy (Coquimbo, 18 de diciembre de 1963) es un periodista, locutor de televisión y relator deportivo chileno.
Es comúnmente conocido por sus narraciones en Canal del Fútbol (CDF), Canal del Deporte Olímpico (CDO) y Chilevisión (CHV); en este último medio relató la campaña de la selección femenina de fútbol de Chile durante la Copa América Femenina 2018, donde el combinado femenil logró un histórico segundo lugar luego de ser subcampeonas de la fase final ante Brasil.
También ha sido incipientemente conocido por presentar las noticias en Teletrece.

## Biografía

### Infancia y adolescencia: 1963-1981
Hijo del taxista y dirigente comunal, Mario González, y de la directora de colegio, Gladys Godoy, Marcelo estuvo vinculado al fútbol desde su infancia, muy influido por su abuelo Juan Guillermo Godoy, futbolista amateur que figuró dentro de los primeros planteles de la selección regional de Coquimbo. Inició sus estudios en la Escuela N°5 para luego asistir al Liceo Coeducacional A8 Diego Portales.
Al finalizar la enseñanza media, su principal objetivo era estudiar teatro. Sin embargo, sus complicaciones económicas propias y familiares le impidieron tomar dicha opción. Al respecto, dijo: «Al terminar mi enseñanza media, en esos años di la PAA y quedé para estudiar teatro en Santiago, pero por problemas económicos no pude irme a estudiar». Pese a ello, aun así trabajó para financiarse un curso de inglés con tal de tener un apoyo para presentar sus propios proyectos que comenzaron relacionarse con el mundo de las comunicaciones. Así, solía presentar propuestas en diferentes medios de comunicación hasta ser aceptado por Canal 8 UCV Televisión en 1981, iniciando así su carrera a los 18 años.

### Ascenso en los medios: 1981-2003
Una vez en UCV TV, trabajó en la estación local de La Serena, ciudad vecina de su natal Coquimbo. Allí presentó un proyecto para realizar un programa sobre Fiestas Patrias, titulado Enhorabuenas Chile, que logró la aceptación de la directiva del canal.
Al mismo tiempo, desarrolló una carrera en la radio, medio donde consolidó su voz a nivel regional durante casi cinco años, llegando a participar en programas de medios como Radio Agricultura y Radio Amistad. Consolidado ya en el mundo local, en el verano de 1991 decide probar suerte en la capital Santiago, donde ya conocían su voz. En dicha ciudad logró encontrar trabajo en Radio Monumental. En la radio participó del programa Golazo de Monumental junto a figuras como Vladimiro Mimica, Carlos Caszely, Héctor Vega Onesime y Eduardo Bonvallet.Esta plataforma le permitió ser descubierto por Milton Millas, comentarista de fútbol con quien me hice íntimo amigo durante mi trabajo en Radio Nacional, Luego de trabajar con Vladimiro, aparece Milton Millas, con quien ya había compartido algunas entrevistas en la región de Coquimbo y me invitó a trabajar con él, en ese entonces en el programa Más Deporte, el cual tenía una de las mayores sintonías en el país, en la Radio Nacional de Chile y dónde trabajé con Elías Figueroa, Sergio Livingstone y Alberto Fouillioux. En ese tiempo Millton comenzó a liderar el área deportiva de Megavisión y me llamó a formar parte de ella, siendo relator deportivo y a la vez consolidándome en radio, al ser la voz de los principales noticieros.
En agosto de 1997 González renunció a Megavisión y se incorporó junto a su colega Iván Moya a Canal 13. En 1998 y ya con el presupuesto suficiente recaudado a través de sus trabajos en diferentes medios, ingresó a estudiar Periodismo en la Universidad de Santiago de Chile, donde finalizó su carrera el año 2003.

### Carrera profesional: 2003-presente

#### Periodo en CDF: 2003-2008
En 2008, se desvinculó del CDF.

#### Periodo post-CDF: 2008-presente
En mayo de 2018, fue informado que Chilevisión lo contrató para cubrir la Copa América Femenina 2018 junto a los comentaristas Fernando Tapia, Javiera Naranjo y Magdalena Grant.
En diciembre de 2020, González fue contratado por Televisión Nacional de Chile para relatar la final del Torneo de Transición Femenino 2020 entre Santiago Morning y la Universidad de Chile (que ganó Morning). Allí fue acompañado por los comentaristas Gustavo Huerta y Yoselin Fernández.

## Puntos de vista

### Clásico de la Cuarta Región
Considera que la rivalidad entre las barras de Deportes La Serena y Coquimbo Unido no es positiva para la región.